# Ölstadsjön
Ölstadsjön este o arie protejată (arie specială de conservare — SAC, sit de importanță comunitară — SCI, arie de protecție specială avifaunistică — SPA) din Suedia întinsă pe o suprafață de 48 ha, integral pe uscat.

## Localizare
Centrul sitului Ölstadsjön este situat la coordonatele 58°41′51″N 15°50′01″E / 58.6975°N 15.8335°E.

## Înființare
Situl Ölstadsjön a fost declarat sit de importanță comunitară în iulie 2000 pentru a proteja 12 specii de animale. Alte tipuri de protecție:
- arie de protecție specială avifaunistică (în iulie 2000)[2]
- arie specială de conservare (în martie 2011)[1][3][4]

## Biodiversitate
Situată în ecoregiunea boreală, aria protejată conține 2 habitate naturale: Pajiști cu Molinia pe soluri calcaroase, turboase sau argilos-nămoloase (Molinion caeruleae), Lacuri eutrofice naturale cu vegetație de tip Magnopotamion sau Hydrocharition.
La baza desemnării sitului se află mai multe specii protejate:
- păsări (11): rață lingurar (Anas clypeata), rață pitică (Anas crecca), buhai de baltă (Botaurus stellaris), Bucephala clangula, erete de stuf (Circus aeruginosus), lebădă de vară (Cygnus olor), becațină comună (Gallinago gallinago), pescăruș râzător (Larus ridibundus), corcodel-urechiat (Podiceps auritus), cristei de baltă (Rallus aquaticus), nagâț (Vanellus vanellus)
- amfibieni (1): triton cu creastă (Triturus cristatus)